# Мирошхин, Олег Семёнович
Оле́г Семёнович Миро́шхин (род. 26 октября 1928) — советский партийный и государственный деятель, дипломат.

## Биография
Член КПСС с 1959 года, русский. Окончил Московский нефтяной институт (1951).
- В 1951—1970 годах — механик, начальник цеха конторы бурения объединения «Казахстаннефть» (Гурьевская область), с 1953 – главный механик треста «Казнефтегазразведка», главный механик и заместитель начальника Западно-Казахстанского геологического управления.
- В 1970—1973 годах — заведующий промышленно-транспортным отделом Гурьевского обкома КП Казахстана.
- В 1973—1976 годах — второй секретарь Мангышлакского обкома КП Казахстана.
- В 1976—1979 годах — секретарь ЦК Компартии Казахстана.
- В 1979—1987 годах — второй секретарь ЦК Компартии Казахстана.
- С 11 мая 1987 по 14 августа 1990 года — чрезвычайный и полномочный посол СССР в Замбии[1][2].

Депутат ВС СССР 10-го и 11-го созывов. Член ЦК КПСС с 1981 года.

## Дипломатический ранг
Чрезвычайный и полномочный посол